# Formação Açu
A Formação Açu é uma formação geológica do início do período cretáceo (Albiano - Turoniano) da Bacia Potiguar no Ceará, nordeste do Brasil.  A formação compreende arenitos de granulação grossa depositados em um ambiente fluvio-deltaico.  Ela corresponde aos sedimentos siliciclásticos depositados em ambientes fluviais a marinhos proximais. As trapas na formação Açu podem ser estruturais, mistas ou paleogeomórficas.  A Formação Açu pertence ao Grupo Apodi.

## Sistemas deposicionais
A Formação Açu é distinta por sua diversidade litológica e sua relevância em termos de história geológica e evolução do ambiente. As rochas que a compõem podem ser informalmente classificadas em quatro unidades distintas, identificadas como Açu 1, Açu 2, Açu 3 e Açu 4. Cada uma destas unidades está associada a diferentes sistemas deposicionais que refletem as condições paleoambientais durante a sua formação.
A unidade Açu 1 compõe a base da formação e é constituída por arenitos grossos e conglomerados provindos de um sistema deposicional do tipo leque aluvial. 
A Unidade Açu 2 é composta por arenitos variados, siltitos e folhelhos, com corpos arenosos mais espessos na base, indicando um sistema fluvial entrelaçado. Na parte superior, a espessura diminui e intercalações argilosas surgem, indicando transição para sistema meandrante.
A Unidade Açu 3 exibe arenitos de base grossa, tornando-se argilosos no topo. Ambiente híbrido é interpretado, mesclando características de sistemas fluviais entrelaçados e meandrantes. Mudanças ambientais ao longo do tempo moldaram essa diversidade deposicional..
A Unidade Açu 4 é um componente geológico de destaque que se situa na porção superior da Formação Açu. Notabiliza-se por apresentar uma variedade de litologias, tais como arenitos de média a muito fina granulação, argilitos, folhelhos e siltitos. Em algumas instâncias, é possível encontrar a presença de calcilutitos e margas dolomitizados. A característica distintiva do sistema deposicional dessa unidade reside na sua configuração como um ambiente litorâneo estuarino, no qual se desenvolveram ilhas barreiras. Essas ilhas são atravessadas por canais de maré que culminam em uma laguna na parte posterior do sistema.
O Membro Mossoró, que corresponde ao Açu 4 na classificação geológica, foi objeto de um estudo detalhado conduzido por Castro em 1992. Neste estudo, foram reveladas importantes informações sobre os processos sedimentares e as características geológicas desse membro. Notavelmente, foram identificados quatro sistemas deposicionais distintos propostos por Castro: fluvial meandrante, planície deltaica, planície de maré e marinho raso. Esses sistemas retratam diferentes ambientes onde os sedimentos foram depositados ao longo do tempo, oferecendo insights significativos sobre a evolução geológica da região.
Adicionalmente, Bagnoli também contribuiu para o entendimento do Membro Mossoró ao estudar os arenitos do mesmo membro, mas em uma localização específica conhecida como Campo de Canto do Amaro, em 1992. Nesse estudo, Bagnoli identificou diversos elementos marcantes. Entre eles estão canais de maré, uma planície de maré, laguna, delta e pântanos. Esses elementos foram desenvolvidos em um contexto de aumento relativo do nível do mar, durante um período no qual a linha costeira seguia uma direção NE-SW.

## Fósseis relatados
Os seguintes fósseis foram relatados para a Formação Açu:

### Plantas
| Plantas da Formação Açu | Plantas da Formação Açu | Plantas da Formação Açu | Plantas da Formação Açu           | Plantas da Formação Açu | Plantas da Formação Açu | Plantas da Formação Açu |
| Genero                  | Espécie                 | Posição estratigrafica  | Localidade                        | Materiais | Nota                    | Imagem                  |
| ----------------------- | ----------------------- | ----------------------- | --------------------------------- | --- | ----------------------- | ----------------------- |
| Palmoxylon (?)          | P. sp                   | Formação Açu (?)        | João Câmara - Rio Grande do Norte | Pequenos fragmentos silicificados de lenho (diâmetro - 2,0 - 2,5 cm) representando frações de estelos, mal preservados, de monocotiledôneas. |                         |                         |

| Palinomorfos da Formação Açu | Palinomorfos da Formação Açu          | Palinomorfos da Formação Açu | Palinomorfos da Formação Açu | Palinomorfos da Formação Açu | Palinomorfos da Formação Açu | Palinomorfos da Formação Açu |
| Afinidade                    | Espécies                              | Posição estratigrafica       | Localidade                   | Materiais                    | Nota                         | Imagem                       |
| ---------------------------- | ------------------------------------- | ---------------------------- | ---------------------------- | ---------------------------- | ---------------------------- | ---------------------------- |
| Schizaeaceae                 | Cicatricosiporites cf. C. subrotundus | Formação Açu unidade 4       | Limoeiro do Norte - Ceará    |                              |                              |                              |
| ?                            | Perotriltes pannuceus                 | Formação Açu unidade 4       | Limoeiro do Norte - Ceará    |                              |                              |                              |
| Marsileaceae                 | Gabonisporis vigourouxii              | Formação Açu unidade 4       | Limoeiro do Norte - Ceará    |                              |                              |                              |
| Araucariaceae                | Araucariacites cf. A. guianensis      | Formação Açu unidade 4       | Limoeiro do Norte - Ceará    |                              |                              |                              |
| Gymnospermophyta             | Zonallapollenites trilobatus          | Formação Açu unidade 4       | Limoeiro do Norte - Ceará    |                              |                              |                              |
| Ephedrales                   | Equisetosporites leptomatus           | Formação Açu unidade 4       | Limoeiro do Norte - Ceará    |                              |                              |                              |
|                              | Striatosporites cf. E. ovatus         | Formação Açu unidade 4       | Limoeiro do Norte - Ceará    |                              |                              |                              |
| Ephedrales                   | Equisetosporites ambiguus             | Formação Açu unidade 4       | Limoeiro do Norte - Ceará    |                              |                              |                              |
| Ephedrales                   | Equisetosporites sp                   | Formação Açu unidade 4       | Limoeiro do Norte - Ceará    |                              |                              |                              |
| Gymnospermophyta             | Gnetaceaepollenites multilineatus     | Formação Açu unidade 4       | Limoeiro do Norte - Ceará    |                              |                              |                              |
| Gymnospermophyta             | Gnetaceaepollenites undulatus         | Formação Açu unidade 4       | Limoeiro do Norte - Ceará    |                              |                              |                              |
| Gymnospermopsida             | Singhia sp                            | Formação Açu unidade 4       | Limoeiro do Norte - Ceará    |                              |                              |                              |
| Gnetales                     | Steevesipollenites pygmeus            | Formação Açu unidade 4       | Limoeiro do Norte - Ceará    |                              |                              |                              |
| Gnetales                     | Steevesipollenites grambasti          | Formação Açu unidade 4       | Limoeiro do Norte - Ceará    |                              |                              |                              |
| Magnoliophyta                | Psilatricolpites sp. 1                | Formação Açu unidade 4       | Limoeiro do Norte - Ceará    |                              |                              |                              |
| Magnoliophyta                | Psilatricolpites sp. 2                | Formação Açu unidade 4       | Limoeiro do Norte - Ceará    |                              |                              |                              |
| Magnoliophyta                | Psilatricolpites sp. 3                | Formação Açu unidade 4       | Limoeiro do Norte - Ceará    |                              |                              |                              |
| Magnoliophyta                | Psilatricolpites sp. 4                | Formação Açu unidade 4       | Limoeiro do Norte - Ceará    |                              |                              |                              |
| Magnoliopsida                | Striatopollis cf. S. microstriatus    | Formação Açu unidade 4       | Limoeiro do Norte - Ceará    |                              |                              |                              |
| Magnoliopsida                | Striatopollis sp. 1                   | Formação Açu unidade 4       | Limoeiro do Norte - Ceará    |                              |                              |                              |
| Magnoliopsida                | Striatopollis sp. 2                   | Formação Açu unidade 4       | Limoeiro do Norte - Ceará    |                              |                              |                              |
| Magnoliopsida                | Striatopollis sp. 3                   | Formação Açu unidade 4       | Limoeiro do Norte - Ceará    |                              |                              |                              |
| Magnoliopsida                | Striatopollis sp. 4                   | Formação Açu unidade 4       | Limoeiro do Norte - Ceará    |                              |                              |                              |
| Magnoliophyta                | Retitricolpites sp. 1                 | Formação Açu unidade 4       | Limoeiro do Norte - Ceará    |                              |                              |                              |
| Magnoliophyta                | Retitricolpites sp. 2                 | Formação Açu unidade 4       | Limoeiro do Norte - Ceará    |                              |                              |                              |
| Magnoliophyta                | Verrutricolpites sp.                  | Formação Açu unidade 4       | Limoeiro do Norte - Ceará    |                              |                              |                              |
| Trimeniaceae                 | Cretacaeiporites muellerii            | Formação Açu unidade 4       | Limoeiro do Norte - Ceará    |                              |                              |                              |
| Trimeniaceae                 | Cretacaeiporites polygonalis          | Formação Açu unidade 4       | Limoeiro do Norte - Ceará    |                              |                              |                              |
| Trimeniaceae                 | Cretacaeiporites scabratus            | Formação Açu unidade 4       | Limoeiro do Norte - Ceará    |                              |                              |                              |
| Didymelaceae                 | Hexaporotricolpites emelianovi        | Formação Açu unidade 4       | Limoeiro do Norte - Ceará    |                              |                              |                              |
| Didymelaceae                 | Hexaporotricolpites coronatus         | Formação Açu unidade 4       | Limoeiro do Norte - Ceará    |                              |                              |                              |

Outros materiais fósseis associados a restos de plantas como fragmentos de galhos e impressões de folhas também foram relatadas para essa formação, no entanto, ainda falta um estudo detalhado que os descreva formalmente. 

### Dinoflagelados
| Moluscos da Formação Açu | Moluscos da Formação Açu | Moluscos da Formação Açu | Moluscos da Formação Açu  | Moluscos da Formação Açu | Moluscos da Formação Açu | Moluscos da Formação Açu |
| Genero                   | Espécie                  | Posição estratigrafica   | Localidade                | Materiais                | Nota                     | Imagem                   |
| ------------------------ | ------------------------ | ------------------------ | ------------------------- | ------------------------ | ------------------------ | ------------------------ |
| Cf Bacchidinium sp.      | B. sp.                   | Formação Açu unidade 4   | Limoeiro do Norte - Ceará | Microfósseis             |                          |                          |

### Equinodermos
| Moluscos da Formação Açu | Moluscos da Formação Açu | Moluscos da Formação Açu | Moluscos da Formação Açu                      | Moluscos da Formação Açu | Moluscos da Formação Açu | Moluscos da Formação Açu |
| Genero                   | Espécie                  | Posição estratigrafica   | Localidade                                    | Materiais                | Nota                     | Imagem                   |
| ------------------------ | ------------------------ | ------------------------ | --------------------------------------------- | ------------------------ | ------------------------ | ------------------------ |
| Echinodermata idiet.     |                          | Formação Açu unidade 4   | Canto do Amaro, Mossoró - Rio Grande do Norte | Fragmentos de espinhos   |                          |                          |

### Moluscos
| Moluscos da Formação Açu | Moluscos da Formação Açu | Moluscos da Formação Açu | Moluscos da Formação Açu                      | Moluscos da Formação Açu | Moluscos da Formação Açu | Moluscos da Formação Açu |
| Genero                   | Espécie                  | Posição estratigrafica   | Localidade                                    | Materiais                | Nota                     | Imagem                   |
| ------------------------ | ------------------------ | ------------------------ | --------------------------------------------- | ------------------------ | ------------------------ | ------------------------ |
| Mytilus                  | M. rosadoi               | Formação Açu unidade 4   | Russas - Ceará                                | Completos                |                          |                          |
| Brachidontes             | B. sp                    | Formação Açu unidade 4   | Russas - Ceará                                | Completos                |                          |                          |
| Gastropoda idiet.        | Idiet.                   | Formação Açu unidade 4   | Canto do Amaro, Mossoró - Rio Grande do Norte | Coquinas                 |                          |                          |

### Crustáceo
| Crustáceos da Formação Açu | Crustáceos da Formação Açu | Crustáceos da Formação Açu | Crustáceos da Formação Açu | Crustáceos da Formação Açu  | Crustáceos da Formação Açu | Crustáceos da Formação Açu |
| Genero                     | Espécie                    | Posição estratigrafica     | Localidade                 | Materiais                   | Nota                       | Imagem                     |
| -------------------------- | -------------------------- | -------------------------- | -------------------------- | --------------------------- | -------------------------- | -------------------------- |
| Unusuropode                | U. castroi                 | Formação Açu unidade 4     | Russas - Ceará             | Muitos indivíduos completos | Um crustáceo Isopoda       |                            |

### Anelídeos
| Anelídeos da Formação Açu | Anelídeos da Formação Açu | Anelídeos da Formação Açu | Anelídeos da Formação Açu | Anelídeos da Formação Açu   | Anelídeos da Formação Açu | Anelídeos da Formação Açu |
| Genero                    | Espécie                   | Posição estratigrafica    | Localidade                | Materiais                   | Nota                      | Imagem                    |
| ------------------------- | ------------------------- | ------------------------- | ------------------------- | --------------------------- | ------------------------- | ------------------------- |
| Arabellites               | A. sp.                    | Formação Açu unidade 4    | Limoeiro do Norte - Ceará | Fragmentos de Escolecodonte | Um verme Poliqueta        |                           |

### Peixes
| Peixes da Formação Açu | Peixes da Formação Açu | Peixes da Formação Açu | Peixes da Formação Açu | Peixes da Formação Açu                          | Peixes da Formação Açu | Peixes da Formação Açu |
| Genero                 | Espécie                | Posição estratigrafica | Localidade             | Materiais                                       | Nota                   | Imagem                 |
| ---------------------- | ---------------------- | ---------------------- | ---------------------- | ----------------------------------------------- | ---------------------- | ---------------------- |
| Tharrhias              | T. castellanoi         | Formação Açu unidade 4 | Russas - Ceará         | Escamas                                         |                        |                        |
| Distobatus             | D. potiguarense        | Formação Açu unidade 4 | Ceará                  | Dentes                                          | Distobatideo           |                        |
| Bawitius               | B. sp                  | Formação Açu unidade 4 | Ceará                  | Escamas e um dente                              |                        |                        |
| Lepisosteidae          |                        | Formação Açu unidade 4 | Ceará                  | Vertebra e escama                               |                        |                        |
| Vidalamiinae           |                        | Formação Açu unidade 4 | Ceará                  | Fragmento do dentário, dente e vertebra isolada |                        |                        |
| Pycnodontiformes       |                        | Formação Açu unidade 4 | Ceará                  | Dentes                                          |                        |                        |
| Mawsonia               | M. c.f. lavocati       | Formação Açu unidade 4 | Ceará                  | Fragmentos do Quadrado e do Postparietal        |                        |                        |
| Asiatoceratodus        | A. c.f. tiguidiensis   | Formação Açu unidade 4 | Ceará                  | Dentes                                          |                        |                        |
| Ceratodus              | C. sp                  | Formação Açu unidade 4 | Ceará                  | Dentes                                          |                        |                        |

### Crocodyliformes
| Crocodyliformes da Formação Açu | Crocodyliformes da Formação Açu | Crocodyliformes da Formação Açu | Crocodyliformes da Formação Açu | Crocodyliformes da Formação Açu | Crocodyliformes da Formação Açu | Crocodyliformes da Formação Açu |
| Genero                          | Espécie                         | Posição estratigrafica          | Localidade                      | Materiais                       | Nota                            | Imagem                          |
| ------------------------------- | ------------------------------- | ------------------------------- | ------------------------------- | ------------------------------- | ------------------------------- | ------------------------------- |
| Peirosauridae                   |                                 | Formação Açu unidade 4          | Ceará                           | Dente isolado                   |                                 |                                 |

### Dinossauros
| Dinossauros da Formação Açu | Dinossauros da Formação Açu | Dinossauros da Formação Açu | Dinossauros da Formação Açu | Dinossauros da Formação Açu | Dinossauros da Formação Açu                             | Dinossauros da Formação Açu |
| Clado                       | Clado                       | Posição estratigrafica      | Localidade                  | Materiais                   | Nota                                                    | Imagem                      |
| --------------------------- | --------------------------- | --------------------------- | --------------------------- | --------------------------- | ------------------------------------------------------- | --------------------------- |
| Tiamat valdecii             | Titanosauria                | Formação Açu unidade 4      | Quixeré - Ceará             | Vertebras caudais           | Primeira espécie de dinossauro descrita para a formação |                             |
| Rebbachisauridae            | indet.                      | Formação Açu unidade 4      | Ceará                       | Vertebras                   |                                                         |                             |
| Titanosaurian               | indet.                      | Formação Açu unidade 4      | Ceará                       | Osteoderma                  |                                                         |                             |
| Sauropoda                   | indet.                      | Formação Açu unidade 3      | Assú - Rio Grande do Norte  | Incnofóssil                 | Pegadas                                                 |                             |
| Spinosauridae               | Spinosaurinae indet.        | Formação Açu unidade 4      | Ceará                       | Dente                       |                                                         |                             |
| Spinosauridae               | Baryonychnae indet.         | Formação Açu unidade 4      | Ceará                       | Dente                       |                                                         |                             |
| Carcharodontosauria         | indet.                      | Formação Açu unidade 4      | Ceará                       | Vertebras                   |                                                         |                             |
| Megaraptora                 | indet.                      | Formação Açu unidade 4      | Ceará                       | Vertebras                   |                                                         |                             |
| Maniraptora                 | Paraves                     | Formação Açu unidade 4      | Ceará                       | Vertebras                   |                                                         |                             |
| Abelisauridae               | indet.                      | Formação Açu unidade 4      | Ceará                       | Dentes e um Fêmur completo  |                                                         |                             |
| Ornithopoda                 | indet.                      | Formação Açu unidade 3      | Assú - Rio Grande do Norte  | Incnofóssil                 | Pegadas                                                 |                             |